# Dalmatinischer Landtag
Der Dalmatinische Landtag (kroatisch Dalmatinski sabor, italienisch Dieta della Dalmazia) war der Landtag des Kronlandes (Königreich) Dalmatien im Kaisertum Österreich und in Cisleithanien, dem westlichen Reichsteil Österreich-Ungarns, von 1861 bis 1918.

## Gründung
Der Dalmatinische Landtag wurde 1861 ebenso wie die Landtage in den anderen österreichischen Kronländern durch das so genannte Februarpatent eingerichtet, eine von Kaiser Franz Joseph I. erlassene Verfassung, der unter anderem die Landesordnung und die Landtagswahlordnung für das Königreich Dalmatien beilagen. Diese Landesordnung galt im Wesentlichen bis 1918.
Im Falle von Dalmatien war zuvor die Frage in Diskussion gewesen, ob es einen eigenständigen dalmatinischen Landtag geben sollte oder ob Dalmatien Teil des dreieinigen Königreichs Kroatien sein solle und die Volksvertretung daher der kroatische Sabor. In dieser Diskussion setzten sich die Autonomisten gegen die Befürworter einer Vereinigung durch. Neben dem machtpolitischen Interesse Wiens war hier die Tatsache ausschlaggebend, dass mehr als die Hälfte der Abgeordneten im ersten Dalmatinischen Landtag italienischsprachig waren. Auch nachdem die Frage zunächst entschieden war, blieb sie doch regelmäßig Gegenstand der Beratungen des Landtags. Das Königreich Kroatien war aber von 1867 an im Gegensatz zu Dalmatien in der neuen, mit dem so genannten Ausgleich geschaffenen Realunion Österreich-Ungarn nicht Teil des österreichischen, sondern des ungarischen Staates.

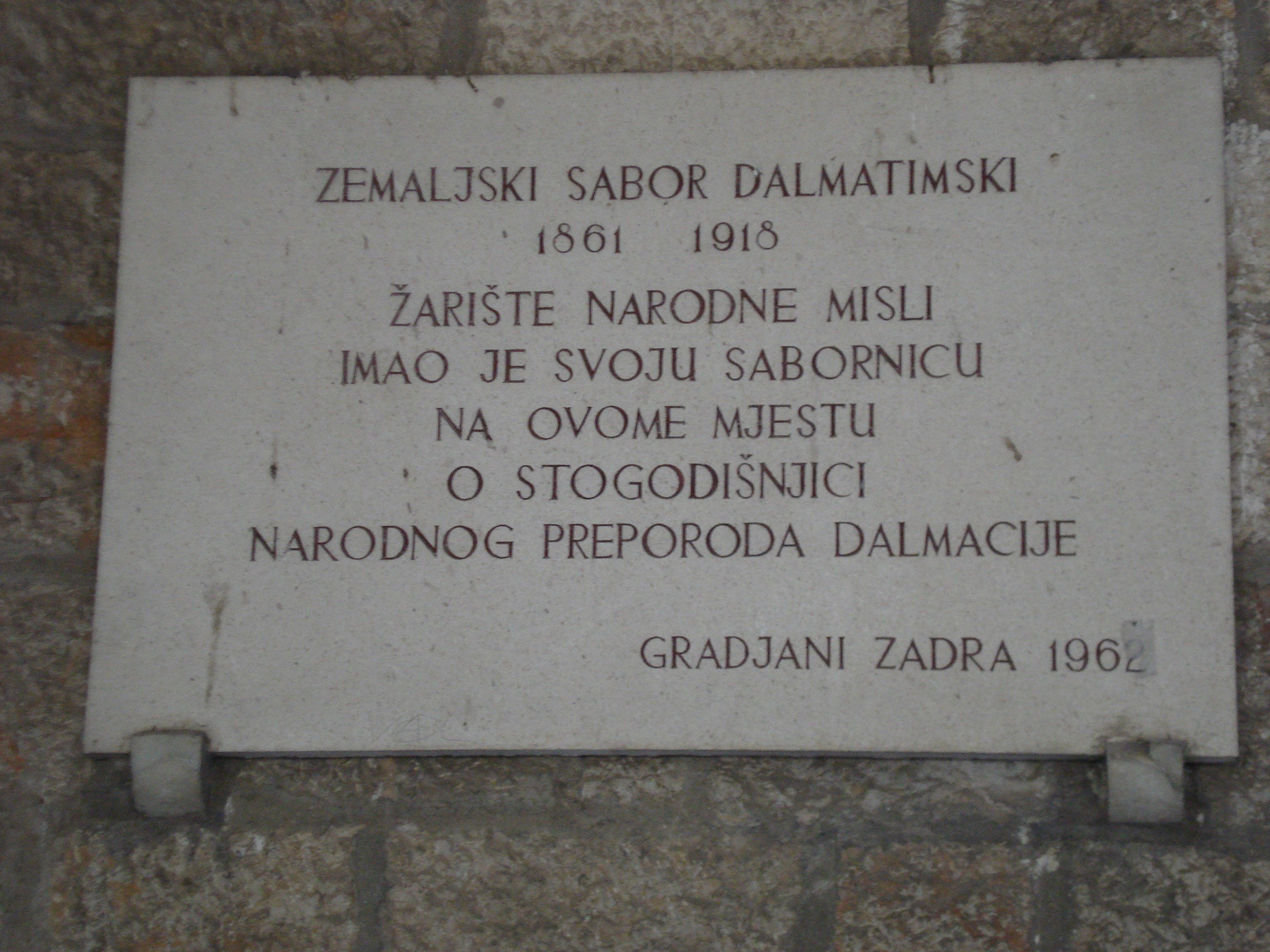
Gedenktafel zum Dalmatinischen Landtag in Zadar

## Zusammensetzung und Wahl
Der Landtag hatte 43 Mitglieder. Mitglieder waren auf Grund ihrer Funktion der römisch-katholische Erzbischof und der orthodoxe Bischof von Zara/Zadar. Die anderen 41 Abgeordneten wurden in vier Kurien gewählt:
- 10 Abgeordnete bestimmten die höchstbesteuerten Bürger in den Landkreisen
- 3 Abgeordnete entsandten die Handels- und Gewerbekammern, davon die Handels- und Gewerbekammer Zara, die Handels- und Gewerbekammer Spalato und die Handels- und Gewerbekammer Ragusa je einen
- 8 Abgeordnete wurden von den Städten bestimmt
- 20 Abgeordnete wählten die Landgemeinden

Die 10 Mandate der Höchstbesteuerten verteilen sich wie folgt auf die Kreise:
| Kreis           | Anzahl Abgeordnete | Anzahl der Wähler (1861) |
| --------------- | ------------------ | ------------------------ |
| Kreis Zadar     | 4                  | 158                      |
| Kreis Split     | 3                  | 110                      |
| Kreis Dubrovnik | 2                  | 74                       |
| Kreis Kotor     | 1                  | 74                       |
| Summe           | 10                 | 416                      |

Der Zensus, die Mindeststeuerleistung, die Bedingung zum Wahlrecht war, betrug 100 Gulden pro Jahr (in Kotor 50 Gulden).
Die Städte Zara/Zadar, Sebenico/Šibenik, Spalato/Split, Makarska, Ragusa/Dubrovnik und Curzola/Korčula entsandten je einen Abgeordneten. Die Städte Lesina/Hvar und Cittàvecchia/Starigrad sowie die Städte Perasto/Perast und Castelnuovo/Herceg Novi wählten jeweils einen gemeinsamen Deputierten. Auch hier galt ein Zensus. Neben den Stadtbewohnern, die kraft ihrer Steuerleistung das Wahlrecht hatten, verfügten auch bestimmte gut qualifizierte Berufsgruppen (z. B. Lehrer, höhere Beamte, Geistliche, Kapitäne), die sogenannten Intelligenzwähler, über das Wahlrecht.
Die Handels- und Gewerbekammern von Spalato/Split und von Zara/Zadar bestimmten je einen Abgeordneten. Die Kammern von Ragusa/Dubrovnik und Cattaro/Kotor entsandten einen gemeinsamen Abgeordneten in den Landtag.
Auch bei der Wahl der 20 Abgeordneten der Landgemeinden bestand ein Zensus, von dem nur die Intelligenzwähler ausgenommen waren. Der Zensus war ein relativer: Die zwei Drittel der Steuerzahler mit der höchsten Steuerlast waren wahlberechtigt. Die Wahl erfolgte als mittelbare Wahl. Je 500 Einwohner wurde ein Wahlmann gewählt. Die Wahlmänner eines Wahlkreises bestimmten dann den/die Abgeordneten.
| Nr. | Wahlkreis                           | Anzahl Abgeordnete |
| --- | ----------------------------------- | ------------------ |
| 1   | Zadar, Rab und Pag                  | 2                  |
| 2   | Šibenik und Skradin                 | 2                  |
| 3   | Benkovac, Obrovac und Kistanje      | 3                  |
| 4   | Drniš, Knin und Vrlika              | 1                  |
| 5   | Split, Trogir und Omiš              | 2                  |
| 6   | Brač, Hvar und Vis                  | 2                  |
| 7   | Sinj                                | 2                  |
| 8   | Imotski                             | 1                  |
| 9   | Vrgorac, Makarska, Metković         | 1                  |
| 10  | Dubrovnik, Cavtat                   | 1                  |
| 11  | Korcula, Ston, Orebić, Pelješac     | 1                  |
| 12  | Kotor, Risan, Budva und Herceg Novi | 2                  |

## Arbeitsweise und Kompetenzen
Die erste Sitzung des Landtags fand am 6. April 1861 statt. Der Landtag sollte einmal jährlich zu einer Landtagssession zusammentreten. Es gab jedoch auch Jahre mit mehreren oder keiner Session. Insgesamt fanden 44 Sessionen statt, die typischerweise einige Tage dauerten. Die längste Session dauerte 1863 über 2½ Monate, die kürzeste war nach einem Tag beendet.
Der vom Kaiser ernannte Landtagspräsident war gleichzeitig Vorsitzender (Landeshauptmann) des vom Landtag gewählten Landesausschusses (Zemaljski odbor bzw. Giunta provinciale), der Regierung des Landes. Der Landesausschuss bestand aus vier Mitgliedern (plus Ersatzleute) (ab 1902: fünf) und dem Vorsitzenden.
Die Kompetenzen des Landtages lagen in der Gesetzgebung zur Schulpolitik, der sozialen Fürsorge und wirtschaftlichen Themen. Beschlüsse bedurften zu ihrer Gesetzwerdung der Zustimmung (Sanktion) des Kaisers als Landesherr von Dalmatien, die über den Statthalter (siehe unten) und die k.k. Regierung in Wien einzuholen war, und der Kundmachung im Landesgesetzblatt (siehe unten). Der Landtag verfügte über ein eigenes Haushaltsrecht für das Landesbudget.
Der dalmatinische Landtag wählte 1861 bis 1873 die dalmatinischen Abgeordneten im Abgeordnetenhaus des Reichsrates in Wien; danach wurden sie direkt gewählt. Dalmatien verfügte im Reichsrat ab 1861 über fünf, ab 1873 über neun und ab 1896 über elf Abgeordnete; sie wurden ab 1873 nach dem jeweils gültigen Männerwahlrecht gewählt, ab 1896 von allen männlichen Bürgern, aber mit unterschiedlichem Stimmgewicht, und 1907 und 1911 von allen männlichen Bürgern mit gleichem Stimmgewicht.

## Landeshauptleute
Der Parlamentspräsident führte jeweils die Amtsbezeichnung Landeshauptmann (italienisch capitano provinciale).
- 1861–1870: Spiridione Petrovich (Spiridione Petrovich; 1804–1870), Autonomisten
- 1870–1876: Stjepan Mitrov Ljubiša (1824–1878), Nationalpartei
- 1877–1895: Đorđe Ivanov Graf Vojnović von Uzički (1833–1895) – Nationalpartei, dann Serbische Partei
- 189600000: Miho Klaić (1826–1906) – kroatische Volkspartei/Nationalpartei
- 1896–1900: Gajo Filomen Bulat (1836–1900) – kroatische Volkspartei/Nationalpartei
- 1900–1918: Ritter Vičko Ivčević (1843–1922) – kroatische Volkspartei/Nationalpartei (ab 1905 Kroatische Partei)

## Parteien
Im Landtag bildeten sich zwei Parteien: Bis 1870 verfügten die Autonomisten (auch talijanaši  ‚Pro-Italiener‘ genannt) über die Mehrheit. Sie traten für die Selbstständigkeit Dalmatiens ein. Neben den ethnischen Italienern, die ca. 6 % der Bevölkerung ausmachten, waren dies vor allem auch Beamte kroatischer, serbischer oder deutscher Herkunft. 1870 erreichte die kroatische „Nationalpartei“ (Narodna stranka) die Mehrheit im Landtag. Die Narodnjaken strebten die Vereinigung Dalmatiens mit Kroatien an. In der Nationalpartei arbeiteten zunächst Serben wie Kroaten mit. Der erste von der Nationalpartei gestellte Parlamentspräsident Stefan Ljubiša war beispielsweise Serbe.
Die Nationalpartei spaltete sich 1873, 1879 und 1892. Besonders gravierend war die Spaltung 1879, bei der sich die serbischen Abgeordneten abspalteten und die Serbische Partei (Srpska Stranka) gründeten. In der Nationalpartei blieben die Kroaten zurück. Seit 1889 nannte sich die Nationalpartei Kroatische Nationalpartei (Hrvatska narodna stranka). 1892 spalteten sich sechs Abgeordnete der Kroatischen Nationalpartei zur Rechtspartei (Stranka prava) ab, die eine radikale anti-österreichische Position vertrat. 1905 vereinigten sich die beiden kroatischen Parteien wieder zur Kroatischen Partei (Hrvatska stranka) (siehe hierzu Kroatisch-Serbische Koalition).

## Der Sprachenstreit
Auch wenn nach der Volkszählung von 1880 93,5 % der Einwohner Kroatisch, 5,8 % Italienisch und 0,7 % Deutsch als Muttersprache angaben, war die Sprache der Oberschicht 1861 Italienisch. Seit 1816 erfolgte der Schulunterricht in Dalmatien in Italienisch. Selbst die Zeitung der Narodjaken „Il Nazionale“ veröffentlichte überwiegend in italienischer Sprache verfasste Artikel, da die Führung der Nationalpartei selbst die kroatische Sprache nur unvollkommen beherrschte und üblicherweise die Amtssprache Italienisch nutzte. (In deutschen Rechtstexten der Monarchie und in deutschsprachigen Medien blieben die italienischen Ortsnamen bis 1918 in Verwendung.)
Der Landtag beschloss 1861 in seiner ersten Sitzung, dass auch Reden in kroatischer Sprache möglich sein sollen und die Beschlüsse in beiden Sprachen veröffentlicht werden sollten. Da jedoch Italienisch die Sprache war, die alle Abgeordneten verstanden, sollten kroatische Beiträge im Abschluss kurz auf Italienisch zusammengefasst werden.
Der Landtag nahm im September 1871 einen Gesetzesentwurf an, nachdem beide Sprachen gleichberechtigte Amtssprachen sein sollten. Dieses Gesetz erhielt jedoch keine kaiserliche Sanktion, da der Kaiser die Kompetenzen des Landtags überschritten sah. Mit Dekret vom 1. März 1872 wurde aber das Kroatische dem Italienischen als Amtssprache bei Verwaltung und Gericht gleichgestellt.
Am 21. Juli 1883 beschloss der Landtag mit der Mehrheit der Nationalpartei, dass die kroatische Sprache die einzige Verhandlungssprache im Landtag sein solle. Wortbeiträge im Landtag sollten jedoch noch in Italienisch möglich sein.
Bis zur Nutzung des Kroatischen in Bildung, Justiz und Verwaltung war es hingegen ein längerer Weg. Seit 1866 bestand eine Kommission des Landtags mit dem Ziel, das Schulwesen auf kroatischen Unterricht umzustellen. 1884/85 unterrichteten nur noch drei von 329 Schulen Dalmatiens auf Italienisch.

## Der Landtag und die Statthalter

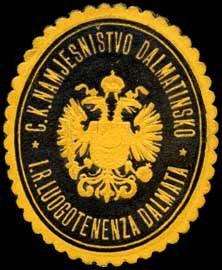
Siegelmarke des Statthalters

Der Monarch und seine k.k. Regierung in Wien waren in Dalmatien durch einen vom Kaiser ernannten, in der Landeshauptstadt Zara/Zadar residierenden Statthalter (italienisch Luogotenente dalmato; in Dalmatien zwischen 1861 und 1868 mit dem amtlichen Titel „Landeschef des Königreiches Dalmatien“) vertreten. Das Amt bekleideten:
- Lazarus Freiherr von Mamula (1861–1865, vorher ab 1859 Zivil- und Militärgouverneur der Provinz Dalmatien)
- Franz Freiherr von Philippovich (1865–1867)
- Johann Wagner (1867–1869)
- Gabriel Freiherr von Rodich (1870–1881)
- Stephan Freiherr von Jovanović (1881–1885)
- Ludwig Freiherr von Cornaro (1886)
- Karl von Blažeković (1886–90)
- Emil von David (1890–1902)
- Erasmus von Handel (1902–1905)
- Niko(laus) Nardelli (1906–1911)
- Mario Graf Attems (1911–1918)

Der Statthalter ernannte im Namen des Kaisers nach Rücksprache mit Wien den Landtagspräsidenten (genannt Landeshauptmann), der die Sitzungen des Landtags und des Landesausschusses leitete; der Statthalter war Chef der Reichsverwaltung im Lande (Staatsverwaltung genannt) und übte ein gewisses Aufsichtsrecht über die Landesverwaltung (allgemein autonome Verwaltung genannt) aus und leitete die Gesetzesbeschlüsse des Landtages zur Approbation nach Wien weiter. Er war als Chef der Reichsverwaltung der Behördenleiter der k.k. Statthalterei (kroatisch C.K. Namjesnistvo Dalmatinsko, italienisch I.R. Luogotenenza Dalmata) für diverse Kompetenzen, die sich der Gesamtstaat selbst vorbehalten hatte und für die keine separaten Behörden errichtet waren, und fungierte diesbezüglich als Vertreter des jeweils zuständigen Ressorts oder der Gesamtregierung.

## Landesgesetzblatt
Die vom Landtag beschlossenen Gesetze wurden ebenso wie Verordnungen des Statthalters und des Landesausschusses im Landesgesetzblatt für das Königreich Dalmatien publiziert.
Als erstes Landesgesetz schien hier am 25. Juli 1863 das Gesetz betreffend die Aufhebung der Prämien für die Erlegung der Raubthiere auf. Als letztes wurde am 1. November 1914 ein Gesetz vom 17. Mai 1914 kundgemacht, dass Fuhrwerke auf öffentlichen, nicht ärarischen Straßen (ärarische Straßen = Staatsstraßen) stets links zu fahren haben; bis dahin war das Rechtsfahren vorgeschrieben.